# Perruel
Perruel település Franciaországban, Eure megyében. Lakosainak száma 466 fő (2022. január 1.). Perruel Les Hogues, Letteguives, Perriers-sur-Andelle, Auzouville-sur-Ry és Saint-Denis-le-Thiboult községekkel határos.

## Népesség
A település népességének változása:
| Lakosok száma | 310  | 372  | 355  | 439  | 472  | 475  | 469  | 465  | 463  | 466  |
|               | 1968 | 1982 | 1990 | 2006 | 2013 | 2015 | 2017 | 2019 | 2020 | 2022 |